# Onur Atasayar
Onur Atasayar (* 1. Januar 1995 in Tavşanlı) ist ein türkischer Fußballspieler.

## Karriere

### Verein
Atasayar kam in Tavşanlı auf die Welt und begann in der Jugend Gölbaşı Belediyespors mit dem Vereinsfußball. Im Oktober 2008 wechselte er in den Nachwuchsbereich von MKE Ankaragücü. hier erhielt er 2013 einen Profivertrag, spielte aber weiterhin überwiegend für die Nachwuchs- bzw. Reservemannschaften. Neben diesen Beschäftigungen wurde er aber auch am Training der Profimannschaft beteiligt und gab schließlich am 8. September 2013 in der Drittligabegegnung gegen İstanbul Güngörenspor sein Ligadebüt.
In der Wintertransferperiode 2016/17 wurde er vom Erstligisten Bursaspor verpflichtet.

### Nationalmannschaft
Atasayar startete seine Nationalmannschaftskarriere im April 2014 mit einem Einsatz für die türkische U-19-Nationalmannschaft. Ab 2015 spielte er auch für die türkische U-20-Nationalmannschaft.